# Mons Penck
Il Mons Penck è una struttura geologica della superficie della Luna.